# Cyornis turcosus
A Cyornis turcosus a madarak (Aves) osztályának a verébalakúak (Passeriformes) rendjébe, ezen belül a légykapófélék (Muscicapidae) családjába tartozó faj.

## Rendszerezése
A fajt Friedrich Brüggemann német zoológus írta le 1877-ben.

## Alfajai
- Cyornis turcosus rupatensis Oberholser, 1920
- Cyornis turcosus turcosus Bruggemann, 1877[2]

## Előfordulása
Brunei, Indonézia, Malajzia és Thaiföld területén honos. Természetes élőhelyei a szubtrópusi vagy trópusi síkvidéki esőerdők, mangroveerdők és lombhullató erdők. Állandó, nem vonuló faj.

## Megjelenése
Testhossza 13-14 centiméter.

## Életmódja
Folyók és az erdők alsó szintjén magányosan, vagy párban gerinctelenekkel táplálkozik.

## Természetvédelmi helyzete
Az elterjedési területe rendkívül nagy, egyedszáma viszont csökken. A Természetvédelmi Világszövetség Vörös listáján mérsékelten fenyegetett fajként szerepel.